# إيمانويل فيناتو
إيمانويل فيناتو (24 أغسطس 2000 بنيغرار في إيطاليا - ) (بالإيطالية: Emanuel Vignato)‏ هو لاعب كرة قدم برازيلي في مركز الوسط.

## روابط خارجية
- إيمانويل فيناتو على موقع الاتحاد الأوربي (الإنجليزية)
- إيمانويل فيناتو على موقع إي إس بي إن إف سي (الإنجليزية)
- إيمانويل فيناتو على موقع قاعدة بيانات كرة القدم.إي يو (الإنجليزية)
- إيمانويل فيناتو على موقع Soccerway.com (الإنجليزية)
- إيمانويل فيناتو على موقع عالم كرة القدم.نت (الإنجليزية)
- إيمانويل فيناتو على موقع AS.com (الإسبانية)